# Johann Nepomuk Tröndlin
Johann Nepomuk Tröndlin (* 1790 in Freiburg im Breisgau; † 1862 in Leipzig) war ein deutscher Klavierbauer.

## Leben
Johann Nepomuk Tröndlin war der Sohn des Granatpolierers und Steinschleifers Lorenz Michael Tröndlin und seiner Ehefrau Maria Magdalena, geborene Dessoswa. Nach dem Schulbesuch nahm er eine Tischler- und Klavierbauerlehre auf. Dem Wehrdienst entzog er sich durch die Flucht zunächst nach Donaueschingen. Von hier ging er nach Wien. In Wien arbeitete er als Tischler- und Klavierbauergeselle bei verschiedenen Meistern, wohl auch bei Matthäus Andreas Stein. Wien war zu jener Zeit führend im Klavierbau.
1821 kam Tröndlin nach Leipzig und war zunächst bei Breitkopf & Härtel tätig. Der Musikverlag besaß zu dieser Zeit eine eigene Instrumentenbauabteilung, in der Tröndlin für die Intonation und Abnahme der fertigen Instrumente verantwortlich war.

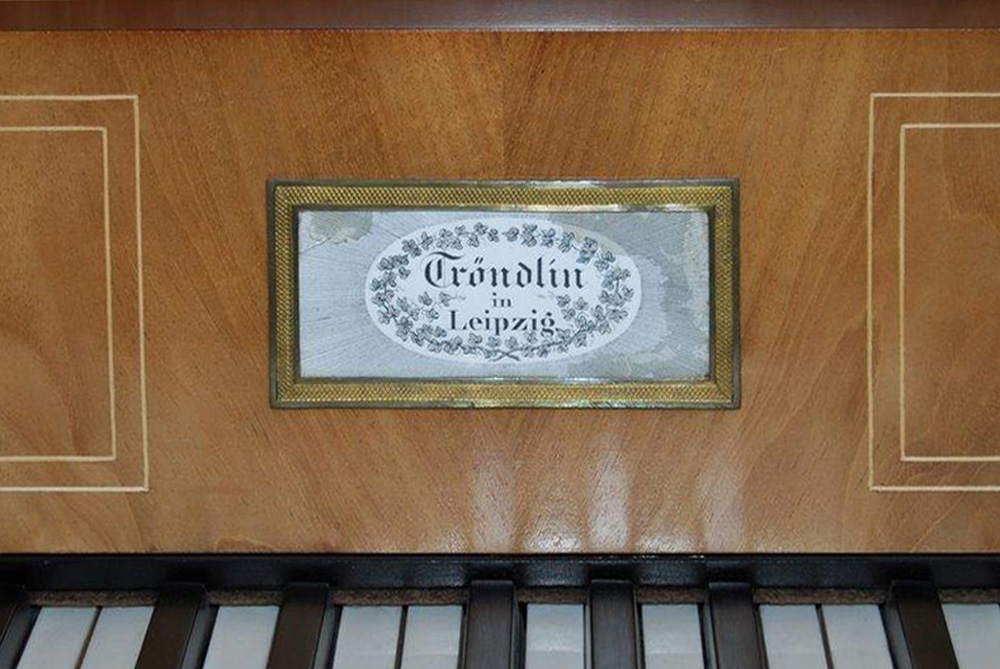
Firmenschild an einem Tröndlin-Flügel

Im April 1824 eröffnete Tröndlin seine eigene Werkstatt. Aus den Produktionszahlen kann geschlossen werden, dass er etwa 10 bis 14 Gesellen beschäftigt haben dürfte, die im Jahr 40 bis 60 Instrumente bauten. Die bei Tröndlin gefertigten Instrumente besaßen eine hohe Qualität und wurden unter anderem von Felix Mendelssohn Bartholdy sowie Robert und Clara Schumann sehr geschätzt. Mendelssohn Bartholdy holte sie ins Gewandhaus. 1855 verkaufte Tröndlin, nun 65-jährig, die Werkstatt und setzte sich zur Ruhe. 
Nach einigen Leipziger Jahren hatte Tröndlin Grundbesitz und damit Anspruch auf das Leipziger Bürgerrecht erworben. In den 1830er Jahren wurde er Mitglied der Stadtverordnetenversammlung. Zusammen mit dem Politiker und Verleger Robert Blum und sechs weiteren Persönlichkeiten gründete er die Leipziger Gemeinde der Deutsch-Katholischen Kirche, welche auch die erste allgemeine Kirchenversammlung der Deutsch-Katholischen Kirche zu Ostern 1845 in Leipzig organisierte.
1829 heiratete Tröndlin Emilie Mathilde Kabitzsch aus einer Leipziger Gutsbesitzerfamilie. Das Ehepaar hatte drei Töchter, Elwine (* 1829), Elisa (* 1833) und Clotilde (* 1839) sowie den Sohn Carl Bruno (1835–1908). Carl Bruno Tröndlin studierte Rechts- und Staatswissenschaften, war ab 1874 Stadtverordneter, wurde Vizebürgermeister und Bürgermeister. Von 1899 bis 1908 war er Oberbürgermeister von Leipzig. Nach ihm heißt der nordwestliche Teil des Innenstadtrings in Leipzig seit 1909 Tröndlinring. Damit prangt der Familienname des Klavierbauers durch seinen Sohn auf Leipziger Straßenschildern.